# Nothing Left
Nothing Left è il terzo singolo dei Delain estratto dall'album April Rain, pubblicato il 29 ottobre 2010 e per il quale non è stato girato alcun video.

## L'album
È uno speciale singolo dedicato ai fan della band che hanno seguito i concerti dell'April Rain Tour, e dalla sua uscita è disponibile insieme all'acquisto di qualsiasi materiale facente parte del merchandise legato ai Delain.
È la prima pubblicazione della band con Otto van der Oije al basso e l'unica con Ewout Pieters alla chitarra, licenziato dalla band il giorno dopo, il 30 ottobre.

## Lista tracce
1. Nothing Left (Westerholt, Wessels) – 4:39
2. The Gathering (Live 2008) (Eikens) – 3:23
3. Virtue and Vice (Live 2009) (Westerholt, Landa, Wessels) – 3:28

## Formazione
- Charlotte Wessels – voce
- Ewout Pieters – chitarra
- Martijn Westerholt – tastiere
- Otto van der Oije – basso
- Sander Zoer – batteria

### Altri musicisti
- Ronald Landa – chitarra e seconda voce/death in The Gathering (Live 2008) e Virtue and Vice (Live 2009)
- Rob van der Loo – basso in The Gathering (Live 2008) e Virtue and Vice (Live 2009)
- Maria Ahn – violoncello in Virtue and Vice (Live 2009)